# Bevøya
Bevøya est une île de la commune de Moss,  dans le comté d'Østfold en Norvège.

## Description
L'île de 0,4 km2 est située dans l'Oslofjord extérieur, juste au nord de la grande île de Jeløya et face à Store Brevik.
Son socle rocheux est constitué de lave permienne appartenant au rift d'Oslo. Son point culminant est à 54 mètres. Un tumulus est situé sur le plus à l'ouest de deux sommets.
L'île est privée et inhabitée avec 30 cottages en location saisonnière.